# Чемпионат Азербайджана по борьбе 2018
Чемпионат Азербайджана по борьбе 2018 года проходил в Баку с 18 по 20 декабря. Соревнования среди мужчин проходили по вольной и греко-римской борьбе во Дворце ручных игр. Всего разыгрывалось 20 комплектов медалей.
Согласно регламенту турнира, в первый день, 18 декабря определялись финалисты среди борцов греко-римского стиля. На следующий день, 19 декабря, определялись призёры в греко-римской борьбе и определялись финалисты среди борцов вольного стиля. Призёры в вольной борьбе определялись в заключительный день соревнований, 20 декабря.
Церемония открытия чемпионата состоялась 19 декабря.

## Медалисты

### Вольная борьба
| Категория | Золото                                | Серебро                             | Бронза                                                     |
| --------- | ------------------------------------- | ----------------------------------- | ---------------------------------------------------------- |
| до 57 кг  | Махир Амирасланов «Нефтчи»            | Ислам Базарганов «Атаспорт»         | Кянан Агамалыев Сумгаит, «Тахсил» Афган Хашалов ЦСКА       |
| до 61 кг  | Мирджалал Гасанзаде Апшеронский район | Руслан Гасымов «Зенит»              | Турал Гусейнов Апшеронский район Интигам Велизаде «Нефтчи» |
| до 65 кг  | Туран Байрамов Гянджа                 | Али Рагимзаде МВД                   | Эльмар Кязымов ЦСКА Муршид Гусейнов «Пахлеван»             |
| до 70 кг  | Агагусейн Мустафаев ЦСКА              | Гитинамагомед Гаджиев «Атаспорт»    | Ашраф Аширов ЦСКА Панах Ильяслы ЦСКА                       |
| до 74 кг  | Хаджимурад Гаджиев «Атаспорт»         | Гаджимурад Омаров «Атаспорт»        | Насиб Исаев ЦСКА Джошгун Азимов ЦСКА                       |
| до 79 кг  | Ибрагим Юсубов Газахский район        | Рашад Юсифли Апшеронский район, МВД | Орхан Аббасов ЦСКА Абубакр Абакаров «Атаспорт»             |
| до 86 кг  | Мурад Сулейманов Гянджа               | Гаджимурад Магомедсаидов «Атаспорт» | Сядман Амиров «Зенит» Ислам Ильясов Апшеронский район      |
| до 92 кг  | Шамиль Зубаиров «Атаспорт»            | Магомедгаджи Хатиев «Атаспорт»      | Джавид Садыгов МВД Бахтияр Исрафилли Бейлаганский район    |
| до 97 кг  | Нурмагомед Гаджиев «Атаспорт»         | Асланбек Алборов «Атаспорт»         | Имамеддин Велиев МЧС Роман Бекиров Апшеронский район       |
| до 125 кг | Ислам Абуев «Атаспорт»                | Рахид Гамидли «Гёмрюкчю»            | Теймураз Исмаилов ЦСКА Али Исаев «Атаспорт»                |

### Греко-римская борьба
| Категория | Золото                     | Серебро                         | Бронза                                                                                              |
| --------- | -------------------------- | ------------------------------- | --------------------------------------------------------------------------------------------------- |
| до 55 кг  | Зия Зейналов «Нефтчи»      | Заур Алиев «Локомотив»          | Рашад Абдулов Сумгаит, «Зенит» Ибрагим Нуруллаев «Гёмрюкчю»                                         |
| до 60 кг  | Мурад Базаров ЦСКА         | Микаил Рахманов ДЮСШ-3          | Наджмаддин Дадашзаде Ленкоранский район Хуршуд Бабашов Республиканский олимпийский спортивный лицей |
| до 63 кг  | Талех Мамедов «Гёмрюкчю»   | Мурад Мамедов Сумгаит, ЦСКА     | Эльшад Мамедов «Нефтчи» Заур Нуриев «Мэхсул»                                                        |
| до 67 кг  | Эльман Мухтаров «Гёмрюкчю» | Керим Джафаров «Гёмрюкчю»       | Камран Мамедов МВД Мухаммед Гасанов «Гянджлик»                                                      |
| до 72 кг  | Азад Алиев «Гёмрюкчю»      | Исламбек Дадов «Атаспорт»       | Нофел Бабаев Сумгаит, «Зенит» Нияз Арзуманов Сумгаит, «Зенит»                                       |
| до 77 кг  | Рустам Алиев МВД           | Насир Гасанов МВД               | Джавид Кязымов ЦСКА Гусейн Аббасов Сумгаит, «Зенит»                                                 |
| до 82 кг  | Эльвин Мурсалиев «Нефтчи»  | Элмаддин Рамазанов «Нефтчи»     | Ниджат Абдуллаев Бейлаганский район Элтон Везирзаде «Нефтчи»                                        |
| до 87 кг  | Рафик Гусейнов ЦСКА        | Ислам Аббасов Сумгаит, «Нефтчи» | Орхан Гадирханов МВД Руфат Гусейнов МВД                                                             |
| до 97 кг  | Ариф Нифтуллаев «Нефтчи»   | Адиль Гусейнов МВД              | Орхан Нуриев ЦСКА Замир Магомедов «Атаспорт»                                                        |
| до 130 кг | Оян Назариани «Атаспорт»   | Муса Мирзаев Губинский район    | Тарыш Абилов Зангеланский район Сабухи Гумбатов МЧС                                                 |